# Francisco Ramírez de Madrid
Francisco Ramírez (o Ramírez de Oreña o de Madrid), apodado el Artillero (Madrid, c.1445 - Sierra Bermeja, Málaga, 17 de marzo de 1501), fue un militar castellano, secretario y consejero de los Reyes Católicos y capitán general de la Artillería, que obtuvo repetidas victorias durante la Guerra de Granada.

## Biografía
Sus padres fueron Juan Ramírez de Oreña, regidor de Madrid, y Catalina Ramírez de Cóbreces, su mujer, hidalgos naturales de San Vicente de la Barquera en las Asturias de Santillana y que se establecieron en la corte. Ambos del mismo linaje, Ramírez, cuya importancia en Madrid se remontaba a tiempos de la reina Urraca, donde Juan Ramírez era ricohombre y señor de la Casa Ramírez.
Durante el reinado de Enrique IV fue criado del rey, escribano de la ceca de Segovia y alcaide de la de Toledo y agraciado con algunas regalías. Al estallar la Guerra de Sucesión Castellana tomó partido por la princesa Isabel. En 1476, tras una acción destacada en la batalla de Toro, fue presentado a los nuevos reyes que, gratamente impresionados, le confirmaron las mercedes de su predecesor y le nombraron secretario real. Desde entonces su carrera fue fulgurante y pocos años después era ascendido a capitán general de la Artillería. Al mando de esta arma se distinguió mucho en la Guerra de Granada, desplegando una estrategia y logística que a partir de 1484 propició una acelerada serie de victorias: las más señaladas en Álora, Cambil, Loja, Málaga, Almería, Guadix, Baza y Salobreña.
Los Reyes Católicos le nombraron regidor de Toledo, alcaide del alcázar de Sevilla y consejero real en los de Estado y Guerra, y le recompensaron con largueza. Recibió en repartimiento el cortijo de Bornos en el Santo Reino de Jaén y otras heredades en el de Granada. Tras la toma de esta ciudad regresó a Madrid, donde también acumuló vastas propiedades. Suyos eran todos los terrenos comprendidos entre el paseo del Prado y el paseo de las Delicias, así como las dos riberas del arroyo de Atocha.
Había casado en 1473 con Isabel de Oviedo, natural de Madrid, de la que enviudó con descendencia en diciembre de 1484. Y en diciembre de 1491 contrajo nuevo matrimonio con la escritora y humanista Beatriz Galindo, la Latina, doncella de gran talento, saber y virtud, unos veinte años más joven que él, de hidalga familia zamorana venida a menos y que había sido educada para monja. Por su fama de gramática había sido llamada a la corte como preceptora de Isabel la Católica, quien le tomó gran afecto y la nombró su camarera mayor. Fue la reina quien concertó el casamiento y mandó en dote a Beatriz 500 000 maravedís. De este matrimonio nacieron dos hijos: Fernán y Nuflo. Tuvieron su residencia en el actual Palacio de Viana de Madrid.
Fue uno de los grandes capitanes de la época que le tocó vivir, una época llena de guerras, en la que advirtió la necesidad de nuevos métodos y sistemas, ante la aparición de armas más sofisticadas. General ilustre, comprendió que se iniciaba una nueva etapa en la historia militar, en la que había que adaptar las artes militares.
Murió el Artillero en Sierra Bermeja, el 17 de marzo de 1501, cuando sofocaba la rebelión de las Alpujarras de 1499. Fue enterrado primeramente en el convento malagueño de san Onofre que él fundara, y posteriormente trasladado a la fundación madrileña que con su segunda esposa había realizado, el convento de la Concepción Jerónima, donde residía doña Beatriz, y en la que también sería enterrada ella posteriormente.